# مارتن مارتنز
مارتن مارتنز (فرانسوی: Maarten Martens‎؛ زادهٔ ۲ ژوئیهٔ ۱۹۸۴) بازیکن پیشین و سرمربی کنونی فوتبال اهل بلژیک است. وی هم اکنون هدایت باشگاه فوتبال آزد آلکمار را برعهده دارد.

## آمار مربیگری
تا تاریخ ۵ مارس ۲۰۲۵
| تیم        | کشور  | از             | تا     | رکورد | رکورد | رکورد | رکورد | رکورد   |
| تیم        | کشور  | از             | تا     | G     | W     | D     | L     | پیروز % |
| ---------- | ----- | -------------- | ------ | ----- | ----- | ----- | ----- | ------- |
| آزد آلکمار | هلند  | ۱۷ ژانویه ۲۰۲۴ | تاکنون | ۵۵    | ۲۸    | ۱۳    | ۱۴    | ۰۵۱     |
| مجموع      | مجموع | مجموع          | مجموع  | ۵۵    | ۲۸    | ۱۳    | ۱۴    | ۰۵۱     |

## افتخارات

### به عنوان بازیکن
آزد آلکمار
- لیگ برتر فوتبال هلند(۱): ۰۹–۲۰۰۸
- جام حذفی فوتبال هلند(۱): ۱۳–۲۰۱۲
- سوپر جام فوتبال هلند(۱): ۲۰۰۹